# Mercado Central de Acapulco
El Mercado Central de Acapulco, ubicado en el centro de la ciudad mexicana de Acapulco, cuenta con 650 establecimientos comerciales, siendo el más grande de la ciudad y del estado de Guerrero.
Fue construido en el año 1969, después de lo cual sólo se ha remodelado el área de mayor envergadura que se conoce actualmente como el mercado nuevo.
En él se comercializa la mayor parte de alimentos que se consumen en la ciudad, además de ofrecer establecimientos comerciales de diversos giros, tales como zapaterías, florerías, tlapalerías, acuarios, artesanías y restaurantes, uno de los espacios más tradicionales del Mercado Central de Acapulco es el "tianguis callejero".
Cuenta con su propia cabina de sonido, llamada AudioBrisas, la cual transmite 12 horas diarias de música y espacios comerciales, propios de los establecimientos del mercado.

## Incendio
El lunes 16 de julio de 2012 se registró un gran incendio en varios locales del mercado central sobre todo en locales de la Nave de Ropa.
Se dice que el incendio pudo haber sido causado por un corto circuito en un local llamado El Portal de Belén y de ahí se expandió por los demás locales de ropa.
Un total de 48 comerciantes perdieron en su totalidad su mercancía. No se registraron pérdidas humanas.

## Remodelación
Las obras de los locales de la nave de carnes y mariscos iniciaron en mayo del 2012 y luego de 8 meses fueron entregados a los comerciantes, en donde el gobernador, Ángel Aguirre Rivero inauguró y entregó 408 locales de la nave de mariscos, carnes y ropa a comerciantes, luego de que hace 30 años no se hacía una remodelación al Mercado Central. 
El gobernador, Ángel Aguirre Rivero informó que la inversión para construir la nave de carnes, mariscos y ropa, fue de 63 millones de pesos y anunció que se destinarán otros 30 millones de pesos más para remodelar otras naves más del mercado. Las dos nuevas naves cuentan con 408 nuevos locales, para ropa 208 y la de carnes y mariscos con 200 locales. En las dos se construyeron accesos, cisternas, tanques de agua elevados, oficinas administrativas y red sanitaria.